# Christel Blömeke
Christel Blömeke (* 1967 in Datteln) ist eine deutsche Künstlerin.

## Leben
Christel Blömeke wurde 1967 im nordrhein-westfälischen Datteln geboren. Zwischen 1986 und 1989 absolvierte sie ein Studium an der Universität Gesamthochschule Siegen. Anschließend arbeitete sie bis 1990 als Graduate Teaching Assistant an der Michigan Technological University. 1992 schloss sie ihr Studium mit dem Ersten Staatsexamen in Kunst und Anglistik ab. Zwischen 1992 und 1999 schloss sich ein Studium der Bildhauerei an der Kunstakademie Düsseldorf an. Hier lernte sie insbesondere vom kanadischen Bildhauer David Rabinowitch, dessen Meisterschülerin Blömeke 1998 wurde. 
Im Jahr 1999 nahm Blömeke eine Arbeit als Dozentin für Situatives Zeichnen an der Hochschule der Bildenden Künste Saar in Saarbrücken auf. Parallel wurde sie Wilhelm-Lehmbruck-Stipendiatin. Im Jahr 2000 erhielt sie ein Reisestipendium des Deutschen Akademischen Auslandsdienstes für Südkorea. Hier war sie Dozentin für Zeichnung an der Kaywon School for Art & Design in Anyang und Seoul. 2002 wurde Christel Blömeke mit dem Förderpreis für Bildende Kunst der Stadt Monheim am Rhein ausgezeichnet. 
In den folgenden Jahren arbeitete Blömeke an verschiedenen Kunstprojekten in Deutschland und Südkorea, darunter als Assistentin beim internationalen Kunstprojekt Tischgalerie von Wolfgang Nestler. 2003 folgte ein Lehrauftrag an der Hochschule der Bildenden Künste Saar. Zwischen 2003 und 2008 war Blömeke als Lehrerin für Kunst und Darstellen und Gestalten an der Heinrich-Heine-Gesamtschule Duisburg tätig. 2009 folgte ein Lehrauftrag an der Zeppelin Universität Friedrichshafen. Blömeke war außerdem als Lehrerin für Kunst, Englisch, Darstellen und Gestalten in der Gesamtschule an der Erft in Neuss und Carl-Friedrich-von-Weizsäcker-Gymnasium in Ratingen tätig. Seit 2019 arbeitet sie als Künstlerische Beraterin im Kunstraum Krüger in Berlin. 

## Ausstellung (Auswahl)
- 1992, Altes Brauhaus, Siegen (zusammen mit Peter Ondraczek)
- 1996, Casino Zeche Zollverein, Essen
- 1997, Museum Katharinenhof, Kranenburg
- 1998, Saarlandmuseum, Saarbrücken
- 1999, Katholische Akademie, Trier
- 2000, Städtisches Museum, Gelsenkirchen
- 2000, Lehmbruck Museum, Duisburg
- 2000 Kaywon Galerie, Seoul
- 2001, Museum im Stern, Warburg
- 2001, Bismarckturm, Mülheim an der Ruhr
- 2002, Skulpturenweg Marienburg, Monheim am Rhein
- 2003, Kulturbahnhof Eller, Düsseldorf
- 2004, Johanneskirche, Düsseldorf
- 2005, Haus Ludwig, Saarlouis
- 2008, Historisches Museum der Stadt Luxemburg, Luxemburg-Stadt
- 2023, Stadtmuseum, Düsseldorf

## Publikationen
- Museum Insel Hombroich. Kann man das bauen? Die begehbaren Skulpturen Erwin Heerichs. Hatje Cantz Verlag, Ostfildern 2009.